# 渡邊Elly
渡邊Elly（日语：渡邊 エリー，1994年4月13日—）是出身於澳大利亞，目前住在日本茨城縣的艺人。屬於レプロエンタテインメント(Jclass)的一員。
身高157公分，是日本人與澳大利亞人的混血兒。特技是舞蹈。過去在演出『天才!志村どうぶつ園』這節目時，因為與一起演出的Becky長得很像的關係，被取了一個叫做「コベッキー(小貝琪)」的綽號。從2006年度到2007年在受歡迎的電視節目『天才兒童MAX』裡擔任「TV戰士」。

## 天才兒童MAX
- 從作為新人TV戰士的2006年度開始，在節目核心的連續劇『新優克迪爾故事』中，與小關裕太一起演出故事核心的重要角色，吸引了許多人的注意與期待。
- 在2006年度新人的自我介紹談話中，表演了「ぷるぷるダンス」。這是由於在家裡表演擅長的舞蹈時，被父親說「太吵了」, 因此自己所想出的舞蹈，是在坐著的狀態下表演，非常的安靜。另外也擅長如街舞般的華麗舞蹈，在自我介紹談話中，也表演了慢速後翻轉。
- 『下課後競技場』裡過關時留下了眼淚，從中可以看到她一心朝著目標前進的努力姿態。另一方面，也曾展現過令人意外的大膽行動與話語。曾在『半分鐘表演』中，表演了「ローング鼻毛!(長-鼻毛)」這個讓觀眾吃驚的笑料。另外也愛好吃無花果,在外景單元中，對沒吃過無花果的木村遼希說:「沒有無花果的人生是乏味的。」。
- 在2006年度的『這裡是「週刊優克迪爾」編輯部』中，以「ポーズの女王(姿勢的女王)」為題，表示自己喜歡照鏡子，最近並熱衷在鏡子前擺出各種姿勢.並在大家面前搭配她最中意的「ダンゼン！未来」歌曲擺出了各式各樣姿勢。

## 演出

### 電視
- NHK教育「天才兒童MAX」（2006年～2007年）
- 日本電視台『天才!志村どうぶつ園』（2005年） 「アニマルクエスチョン」レギュラー

### 廣告
- 萬代 『ふしぎ星のふたご姫シリーズ』（2005年～）

### 電影
- シルバー假面（預定在2006年12月下旬公開）

## 外部連結
- 官方個人簡介